# Circumvallatielinie (verdedigingswerk)

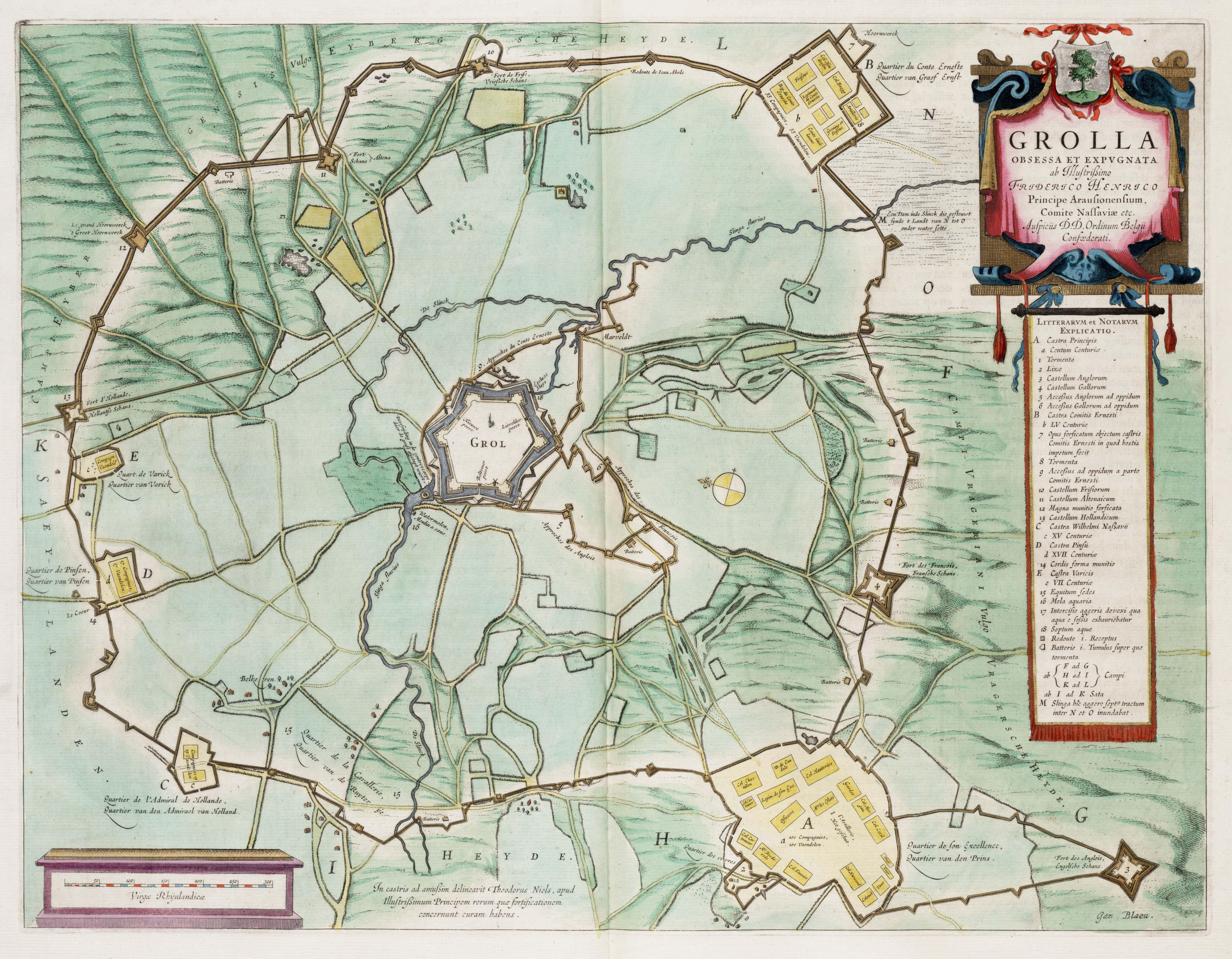
Circumvallatielinie rondom Grol in 1627

Een circumvallatielinie is een verdedigingswerk, gebouwd door belegeraars rondom een belegerde stad. Het doel van een circumvallatielinie is het voorkomen dat de vestiging versterking van buitenaf krijgt en tevens het verhinderen van levering van levensvoorraden. Uitputting van een stad werd immers gebruikt om ze tot overgave te dwingen. De linie diende er zo ook voor om een mogelijkheid tot ontzet te voorkomen.
De techniek werd al in 414 v.Chr. toegepast door de Grieken bij het Beleg van Syracuse als onderdeel van de Siciliaanse Expeditie. De circumvallatie werd ook toegepast door Julius Caesar in het jaar 52 v.Chr. bij het Beleg van Alesia, waar hij Vercingetorix versloeg. Later werd deze techniek onder meer in de Tachtigjarige Oorlog meerdere malen gebruikt bij het beleg van steden. 

## Tachtigjarige Oorlog
Tijdens het Beleg van Bergen (1572) liet landvoogd Alva zijn ingenieur Chiappino Vitelli aarden versterkingen en wallen aanleggen om het ontzet door Oranjes tweede invasie af te weren. Deze innovatie werd verder gesystematiseerd door Alexander Farnese, Ambrogio Spinola, Maurits van Oranje en Frederik Hendrik van Oranje.
Bij het beleg van Deventer in 1578 werden door de Staatse troepen van George van Lalaing, graaf van Rennenberg, verdedigingswerken gebouwd die overeenkomen met de opzet van een circumvallatielinie. Bij het begin van het beleg waren deze verdedigingswerken nog niet aangelegd, waardoor troepen uit de stad nog voorraden naar de stad konden halen. Op advies van Johan van den Kornput werden rondom de stad diverse schansen gebouwd en werd tevens de IJssel geblokkeerd, waardoor de stad afgesloten werd. Van den Kornput noemde dit later een "nieuw maniere van schantzen".
Bij het Beleg van Coevorden werd, voordat het daadwerkelijke beleg begon, een circumvallatielinie aangelegd. Deze linie was niet geheel compleet, want ten oosten van de stad was een gedeelte opengelaten. Dit zorgde echter niet voor problemen, omdat dat gebied een moeras was en daardoor onbegaanbaar voor vijandelijke troepen. Tijdens het beleg van Geertruidenberg in 1593 werd wederom een circumvallatielinie aangelegd, evenals een contravallatielinie. De contravallatielinie was bedoeld om mogelijke uitvallen uit de stad het hoofd te bieden. De Biesbosch die destijds aan Geertruidenberg grensde, werd afgesloten door een halve maan van oorlogsschepen. Maurits van Nassau, legeraanvoerder van het Staatse leger en opdrachtgever voor het bouwen van de circum- en contravallatielinie, werd later geroemd om deze manier van belegeren. Willem Lodewijk van Nassau-Dillenburg schreef aan Maurits: "Deze overwinning wordt terecht een tweede Alesia genoemd en het gedeeltelijk herstel van de oude art en science militaire."
In de eindstrijd van de Tachtigjarige Oorlog werd de circumvallatielinie nog steeds toegepast. Bij het Beleg van Breda in 1624, werd onder leiding van Ambrogio Spinola een linie gebouwd. Er werd door duizenden soldaten aan gewerkt en ze was na 17 dagen voltooid. De bekendste circumvallatielinies uit de Tachtigjarige Oorlog zijn die van Groenlo en 's-Hertogenbosch. Beide steden werden door Frederik Hendrik van Oranje belegerd en veroverd. Het bijzondere aan de linie rondom Groenlo is dat die nog deels te zien is rondom de stad. De linie rondom 's-Hertogenbosch was 45 kilometer lang. Het had als extra onderdeel een gracht en een dijk, omdat de loop van de Dommel en de Aa werden verlegd. Ook hier zijn sporen van het Beleg van 's-Hertogenbosch nog tegenwoordig zichtbaar.

## Voorbeelden
- Circumvallatielinie (Groenlo)
- Circumvallatielinie ('s-Hertogenbosch)